# Shure SM58
Pour les articles homonymes, voir Shure (homonymie).

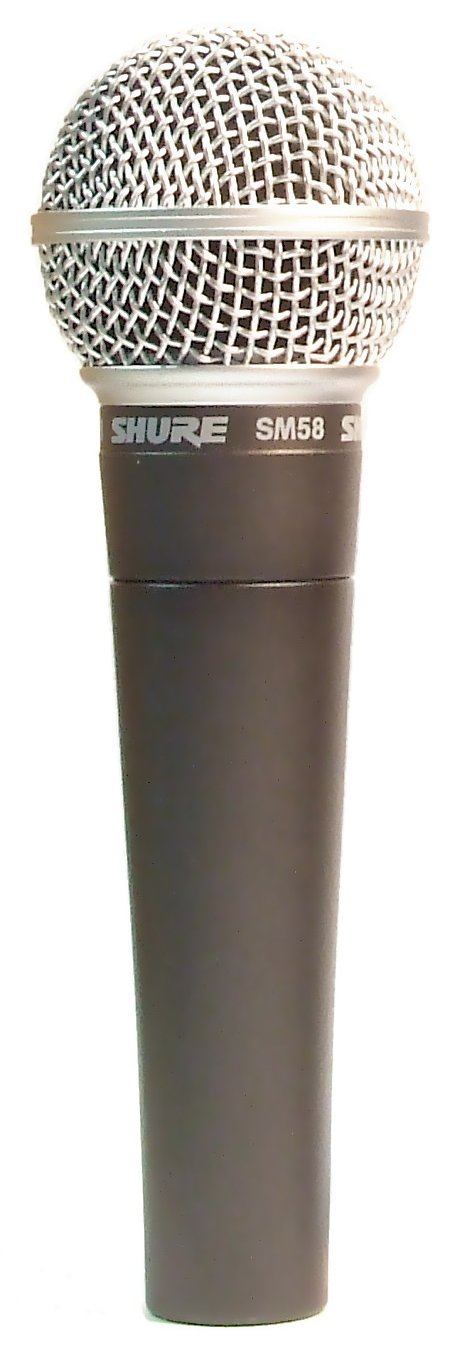
Microphone Shure SM58

Le Shure SM58 est un microphone dynamique cardioïde unidirectionnel pour voix, fabriqué par la société Shure depuis 1966. Le SM58 est considéré comme le microphone chant de référence pour la sonorisation live.
Il est robuste et bon marché. Utilisé à travers le monde, il est l'un des microphones les plus répandus dans les concerts.

## Caractéristiques techniques
- Bande passante : 50 Hz à 15 000 Hz
- Niveau de sortie (à 1 000 Hz) : -54,5 dBV/Pa (1,88 mV)
- L'impédance nominale est de 150 ohms (300 Ω réelle) pour connexion aux entrées de microphones basse impédance
- Phase : une pression positive sur le diaphragme produit une tension positive sur la broche 2 par rapport à la broche 3
- Connecteur : XLR mâle
- Corps : acier moulé avec grille sphérique en acier
- Poids net : 298 grammes